# 껀터
껀터시(베트남어: Thành phố Cần Thơ / 城舖芹苴, 근저시)는 베트남 남부의 메콩강 삼각주 최대의 도시로 중앙직할시이다. 2025년을 기준으로 인구 4,199,824명을.

## 지리

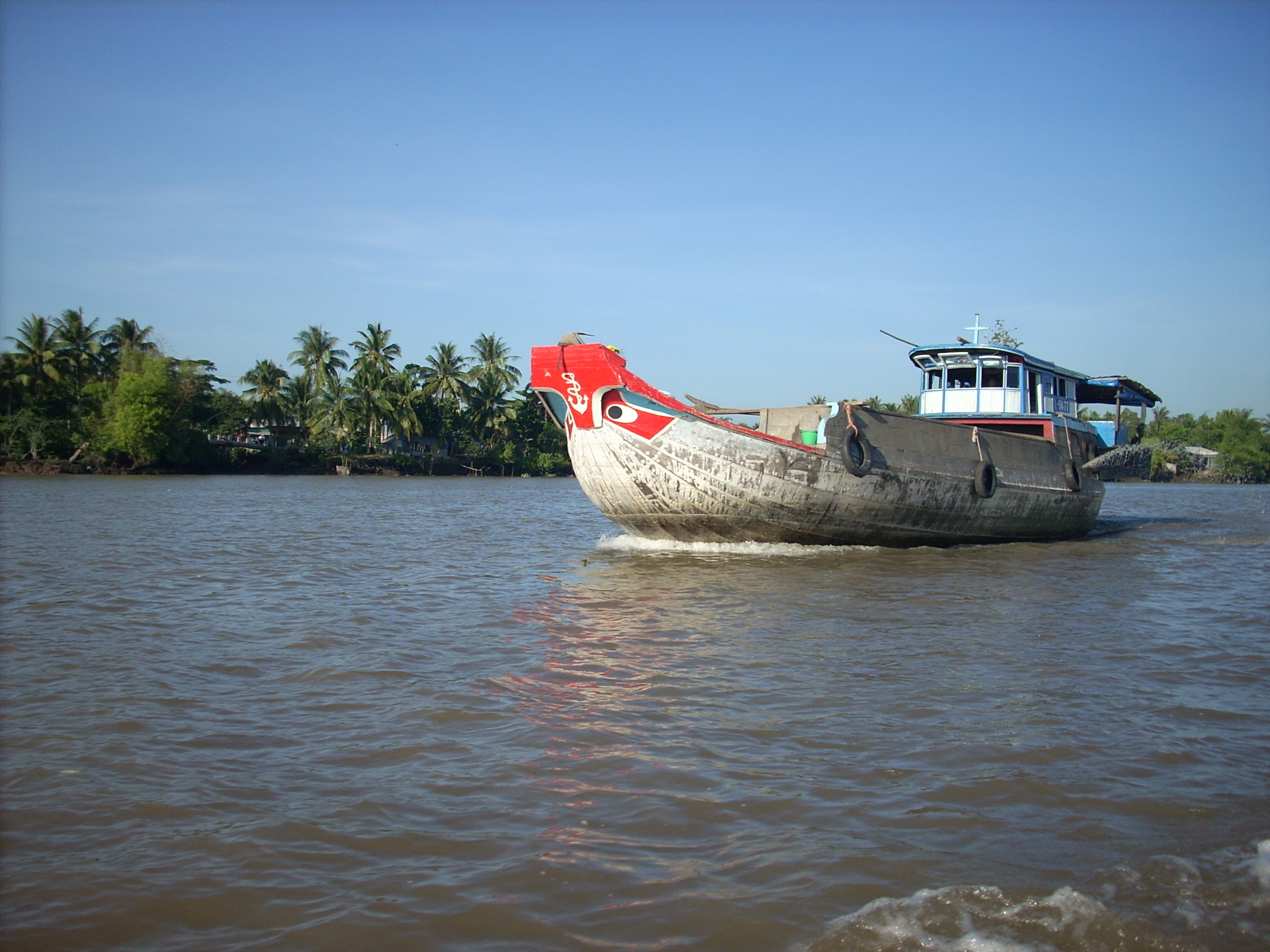
껀터강

껀터는 메콩강 최대의 지류인 허우강의 남안에 있으며, 베트남 최대의 도시인 호찌민시에서 서쪽으로 약 160km에 위치한다. 껀터 시에 인접한 성으로는 안장성, 허우장성, 끼엔장성, 빈롱성 및 동탑성이 있다.
껀터시는 전적으로 메콩강의 충적토 위에 놓여있고 허우강의 충적 수원을 통해 정기적으로 퇴적된다. 도시의 지질학은 주로 메콩강의 해양과 충적 퇴적 과정을 통해 형성된다. 50m 깊이의 표면에는 홀로세(새로운 충적토)와 플라이스토세(충적토) 두 종류의 퇴적물이 있다.
지형은 일반적으로 비교적 평탄하며, 농수산물 생산에 적합하며, 하천의 평지에서 평균 1-2m의 경사로, 하류의 껀터강이 내륙지역, 즉 북동쪽에서 남서쪽으로 향한다. 게다가, 껀터시는 또한 꼰아우, 꼰크엉, 꼰선, 떤럽섬과 같은 허우강에 모래언덕과 섬을 가지고 있다. 껀터시는 세 가지 주요 지형들을 가지고 있다. 허우 강둑 지형은 허우강을 따라 높은 자연 둑과 작은섬을 형성한다.

## 행정 구역
행정적인 의미로의 껀터시는 2004년 초 껀터성이 껀터시와 허우장성에 분할되어 성립한 성급의 중앙직할시이다. 5개의 군(郡)과 4개의 현(縣)으로 나뉜다.

### 시
- 속짱시 (Thành phố Sóc Trăng / 朔庄縣市)

### 군
- 빈투이군 (Bình Thủy / 平水)
- 까이랑군 (Cái Răng / 丐𪘵)
- 닌끼에우군 (Ninh Kiều / 寧橋)
- 오몬군 (Ô Môn / 烏門)
- 톳놋군 (Thốt Nốt / 禿衂)

### 현
- 꺼도현 (Cờ Đỏ / 旗赭)
- 퐁디엔현 (Phong Điền / 豐田)
- 터일라이현 (Thới Lai / 泰來)
- 빈타인현 (Vĩnh Thạnh / 永盛)
- 비타인시 (Thành Phố Vị Thanh / 渭淸市)
- 응아바이시 (Thành Phố Ngã Bảy / 我𠤩市)
- 쩌우타인현 (Huyền Châu Thành / 周城縣)
- 쩌우타인A현 (Huyền Châu Thành A / 周城A縣)
- 롱미현 (Huyền Long Mỹ / 隆美縣)
- 풍히엡현 (Huyền Phụng Hiệp / 鳳合縣)
- 비투이현 (Huyền Vị Thủy / 渭水縣)
- 쩌우타인현 (Huyện Châu Thành / 周城縣)
- 꾸라오중현 (Huyện Cù Lao Dung / 岣嶗榕縣)
- 께삭현 (Huyện Kế Sách / 計冊縣)
- 롱푸현 (Huyện Long Phú / 隆富縣)
- 미뜨현 (Huyện Mỹ Tú / 美秀縣)
- 미쑤옌현 (Huyện Mỹ Xuyên / 美川縣)
- 타인찌현 (Huyện Thạnh Trị / 盛治縣)
- 쩐데현 (Huyện Trần Đề / 鎭夷縣)

### 시사
- 롱미 시사 (Thị xã Long Mỹ / 隆美 市社)
- 응아남 시사 (Thị xã Ngã Năm / 我𠄼縣 市社)
- 빈쩌우 시사 (Thị xã Vĩnh Châu / 永州縣 市社)

## 경제
메콩강 삼각주는 베트남의 곡창 지대로 불리며, 전국 쌀 생산량의 50%이상을 산출한다. 껀터는 농촌 지역의 그린 투어로 유명한 관광지이다. 이 투어에 참가하면, 특산품인 포멜로, 롱간, 잭프루트, 망고, 귤, 두리안 등의 과일류를 즐길 수 있다. 120년 전부터 발전을 계속해 온 껀터는 지금 메콩 강 삼각주에서 가장 중요한 경제, 문화, 과학 및 기술의 중심지이다. 껀터에는 공항, 하항 및 2개소의 공업 단지가 있고, 기반 시설이 안정되어 있기 때문에 외국으로부터의 투자 확대가 기대되고 있다.

## 기후
껀터는 열대 몬순 기후대에 속하며, 우기와 건기를 가진다. 우기는 5월부터 11월이며, 건기는 12월부터 4월이다. 연간 평균 습도는 83%, 연간 평균 강수량은 1,635mm, 연간 평균 기온은 섭씨 27도이다.
| 껀터의 기후                     | 껀터의 기후 | 껀터의 기후 | 껀터의 기후  | 껀터의 기후  | 껀터의 기후  | 껀터의 기후   | 껀터의 기후   | 껀터의 기후   | 껀터의 기후   | 껀터의 기후   | 껀터의 기후  | 껀터의 기후 | 껀터의 기후     |
| 월                              | 1월         | 2월         | 3월          | 4월          | 5월          | 6월           | 7월           | 8월           | 9월           | 10월          | 11월         | 12월        | 연간            |
| ------------------------------- | ----------- | ----------- | ------------ | ------------ | ------------ | ------------- | ------------- | ------------- | ------------- | ------------- | ------------ | ----------- | --------------- |
| 역대 최고 기온 °C (°F)          | 34.2 (93.6) | 35.2 (95.4) | 38.5 (101.3) | 40.0 (104.0) | 38.3 (100.9) | 37.3 (99.1)   | 36.8 (98.2)   | 35.5 (95.9)   | 35.2 (95.4)   | 35.8 (96.4)   | 34.7 (94.5)  | 34.0 (93.2) | 40.0 (104.0)    |
| 일평균 최고 기온 °C (°F)        | 30.2 (86.4) | 31.2 (88.2) | 32.7 (90.9)  | 33.9 (93.0)  | 33.2 (91.8)  | 32.0 (89.6)   | 31.4 (88.5)   | 31.2 (88.2)   | 31.1 (88.0)   | 31.0 (87.8)   | 30.7 (87.3)  | 29.7 (85.5) | 31.5 (88.7)     |
| 일일 평균 기온 °C (°F)          | 25.4 (77.7) | 26.1 (79.0) | 27.3 (81.1)  | 28.5 (83.3)  | 28.0 (82.4)  | 27.3 (81.1)   | 26.9 (80.4)   | 26.8 (80.2)   | 26.8 (80.2)   | 26.9 (80.4)   | 26.9 (80.4)  | 25.7 (78.3) | 26.9 (80.4)     |
| 일평균 최저 기온 °C (°F)        | 22.3 (72.1) | 22.7 (72.9) | 23.9 (75.0)  | 25.0 (77.0)  | 25.2 (77.4)  | 24.6 (76.3)   | 24.3 (75.7)   | 24.4 (75.9)   | 24.4 (75.9)   | 24.4 (75.9)   | 24.3 (75.7)  | 23.0 (73.4) | 24.1 (75.4)     |
| 역대 최저 기온 °C (°F)          | 14.8 (58.6) | 17.3 (63.1) | 17.5 (63.5)  | 19.2 (66.6)  | 18.7 (65.7)  | 19.0 (66.2)   | 19.5 (67.1)   | 19.7 (67.5)   | 17.8 (64.0)   | 18.7 (65.7)   | 17.5 (63.5)  | 16.5 (61.7) | 14.8 (58.6)     |
| 평균 강수량 mm (인치)           | 10.0 (0.39) | 3.8 (0.15)  | 15.4 (0.61)  | 41.8 (1.65)  | 223.0 (8.78) | 309.7 (12.19) | 336.0 (13.23) | 337.9 (13.30) | 451.4 (17.77) | 300.9 (11.85) | 137.1 (5.40) | 41.5 (1.63) | 1,967.5 (77.46) |
| 평균 강우일수                   | 2.0         | 0.8         | 1.8          | 5.6          | 16.4         | 19.9          | 21.5          | 21.6          | 22.1          | 21.8          | 13.6         | 6.5         | 153.3           |
| 평균 상대 습도 (%)              | 80.9        | 79.4        | 77.9         | 78.2         | 83.7         | 86.0          | 86.2          | 87.0          | 87.1          | 86.2          | 84.3         | 82.1        | 83.4            |
| 평균 월간 일조시간              | 244.9       | 243.0       | 280.8        | 258.8        | 210.3        | 175.8         | 183.2         | 179.5         | 165.9         | 178.0         | 192.7        | 215.3       | 2,524.3         |
| 출처: 베트남 과학기술양성연구소 |             |             |              |              |              |               |               |               |               |               |              |             |                 |

## 역사
껀터는 과거 크메르의 일부로, 현재에도 크메르인들이 살고 있다.

## 교육

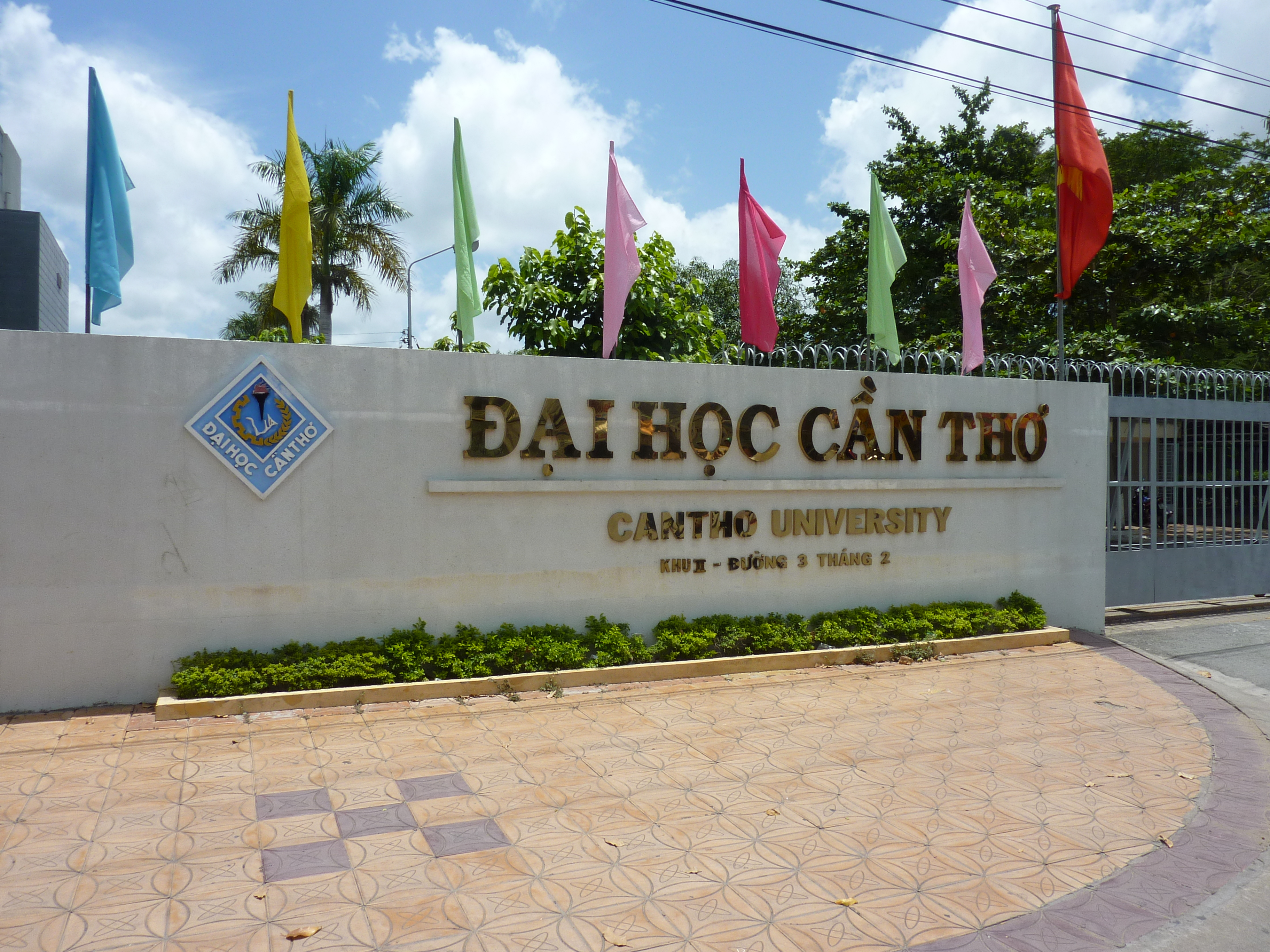
껀터 대학교

껀터 대학교가 있으며, 이 대학 농학부의 델타 쌀 연구소가 유명하다.

## 국제학교
Singapole International School (Trường quốc tế Singapole)
Peace International School
(Trường quốc tế Hòa Bình)
(한국 교육부에서 학력인증이 가능한 학교만 적음)

## 교통
껀터는 1A번 국도와 껀터 국제공항으로 전국에 연결된다. 2010년 4월 24일에 완성된 껀터의 껀터대교는 일본의 공적원조와 일본 건설사들의 시공으로 완성 시점에서 동남아에서 가장 긴 사장교이다. 2019년 5월 19일에는 대한민국의 건설사가 시공한 밤꽁대교가 개통되었다.
6차선의 사이공-껀터 고속도로는 현재 호찌민시에서 미토시까지 공사가 부분 진행 중이다.
- 껀터 국제공항(Sân bay quốc tế Cần Thơ) - 2011년 1월 1일 활주로를 3000m x 45m로 확장하고, 터미널 공사를 마무리하여, 연간 300만 명의 승객을 수용할 수 있는 국제공항으로 재개항하였다.[7]

## 관광

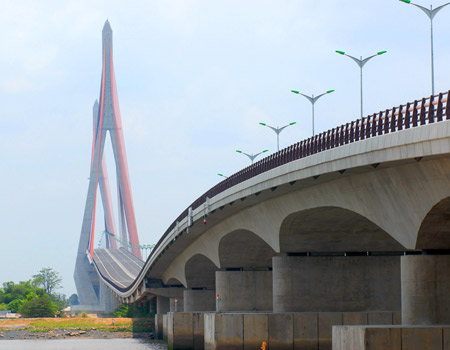
껀터대교

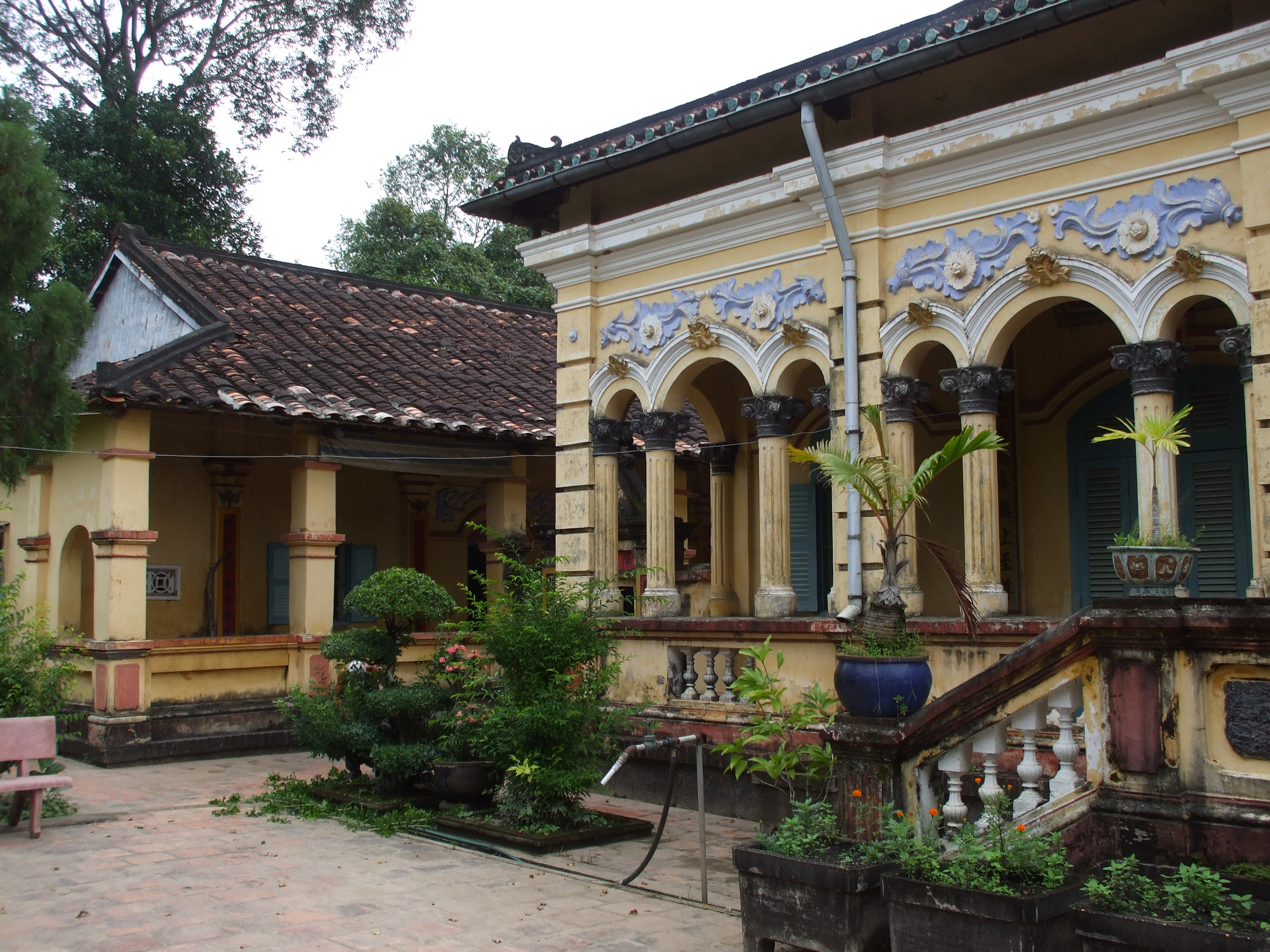
남냐사

호찌민 상이 세워져 있는 강을 중심으로 강가에 시장이나 레스토랑, 절 등이 집중되어 있다.
컨떠는 강에서 물건을 팔고 사는 수상시장으로 유명하며, 조류 정원과 닌께우항도 유명하다. 껀터시시는 포멜로, 용안, 잭프루트, 망고, 구아바, 바나나, 람부탄, 망고스틴, 용과, 두리안 등 다양한 열대 과일을 제공한다. 껀터 박물관은 도시의 역사에 대한 전시회를 하고 있다.
롯데마트, 베트남 11호점 껀터점, 2015년 10월 15일 오픈하였다. 1층에는 롯데리아를 비롯해, 베트남 인기 비비큐 브랜드인 고기, 인기있는 현지 맥주클럽인 부부젤라 등 레스토랑, 의류가 입점해 있고, 3층은 3D 상영관 1개관을 포함, 총 4개관의 롯데시네마가 644석 규모로 들어서며 점포 외곽에는 1100여대 이상을 주차할 수 있는 오토바이 전용 주차장도 별도 마련했다.

### 관광지
- 껀터 대교
- 밤꽁 대교
- 껀터 성당

## 자매 도시
- 중화인민공화국 샨터우[10]
- 라오스 참파사크주[11]
- 라오스 사완나켓주[12]
- 캄보디아 캄퐁치낭주[13]
- 미국 캘리포니아주 리버사이드[14]
- 헝가리 커포슈바르[15][16]